# Драган Косић
Драган Косић (15. фебруар 1970) је шаховски велемајстор који живи у Сремској Митровици и наступа за Црну Гору.

## Биографија
Драган Косић је 1998. поделио је победу на Отвореном првенству у Норт Беју у Канади са Сергејем Кудрином, Александром Ивановим, Хесусом Ногеирасом и Димитријем Тјомкином. У јуну 2002. освојио је 20. Међународно отворено првенство у Новом Бечеју, априла 2007. међународни турнир Опен Созина 2007. у Бару и августа 2009. Илиндански турнир у Старој Пазови пред другопласираним Петером Михаликом из Словачке.
Драган Косић је играо за репрезентације на осам шаховских олимпијада са укупним резултатом од 42,5 поена из 70 партија (32 победе, 21 реми и 17 пораза): 1990. за СФР Југославију (3. тиме), 1996. за СР Југославију, 2004. и 2006. за Србију и Црну Гору и 2008, 2010, 2012. и 2014. за Црну Гору. На Екипним првенствима Европе учествовао је 1992, 1999, 2007, 2009, 2011, 2013, 2015, 2017. и 2019. На Балканијади у Варни 1994. освојио је појединачну златну медаљу за Југославију на четвртој табли за резултат од 4 поена из 5 партија.
Играо је клупски шах на Европским клупским куповима 1999. за ШК Подгорица, 2002. за ХШК Сарајево и поново 2005. за ШК Подгорица. Играо је и на екипним клупским првенствима у следећим државама:
- Српско екипно првенство (за ШК Нови Бановци)
- Грчком екипно првенство
- Босанском екипно првенство (за ХШК Напредак Сарајево)[9]
- Хрватско екипно првенство (за ШК Јуниор Ријека)
- Црногорско екипно првенство (за Цетиње)
- Македонско екипно првенство (за БМ Кисела вода Скопље)
- Мађарско екипно првенство (за МЛТЦ, у сезони 2015/16, за ХССК (Hűvösvölgyi Sakkiskola Sport Club) и у сезони 2019/20 за СВСЕ (Duocor-Makói SVSE).

Добио је титулу међународног мајстора шаха 1987. а велемајстора 1995. године. Од 2005. је ФИДЕ тренер.
На Првенству СР Југославије 1994. поделио је прво место са велемајсторима Миланом Вукићем и Божидаром Ивановићем. Првак Црне Горе био је четири пута (2001, 2003, 2010, 2016).
Драган Косић је 2022. изабран за селектора и тренера шаховске репрезентације Црне Горе.

## Резултати на шаховским олимпијадама
| Година | Место          | Репрезентација           | Турнир         | Победа | Пораза | Ремија | Резултат |
| ------ | -------------- | ------------------------ | -------------- | ------ | ------ | ------ | -------- |
| 1990   | Нови Сад       | СФР Југославија - 3. тим | 29. Олимпијада | 3      | 1      | 4      | 5 из 8   |
| 1996   | Јереван        | СР Југославија           | 32. Олимпијада | 2      | 2      | 3      | 3½ из 7  |
| 2004   | Калвија        | Србија и Црна Гора       | 36. Олимпијада | 4      | 2      | 2      | 5 из 8   |
| 2006   | Торино         | Србија и Црна Гора       | 37. Олимпијада | 5      | 3      | 2      | 6 из 10  |
| 2008   | Дрезден        | Црна Гора                | 38. Олимпијада | 4      | 1      | 4      | 6 из 9   |
| 2010   | Ханти-Мансијск | Црна Гора                | 39. Олимпијада | 2      | 3      | 1      | 2½ из 6  |
| 2012   | Истанбул       | Црна Гора                | 40. Олимпијада | 5      | 4      | 2      | 6 из 11  |
| 2014   | Тромсе         | Црна Гора                | 41. Олимпијада | 7      | 1      | 3      | 8½ из 11 |